# Ian McColl
John Miller „Ian“ McColl (* 7. Juni 1927 in Alexandria, West Dunbartonshire; † 25. Oktober 2008) war ein schottischer Fußballspieler und Fußballtrainer. Er war Nationalspieler und später Trainer der schottischen Fußballnationalmannschaft.

## Karriere als Fußballer
McColl schloss sich 1943 dem FC Queen’s Park an. Daneben studierte er Bauingenieurwesen an der Universität Glasgow. Er unterbrach sein Studium zugunsten seiner Fußballkarriere, schloss es jedoch später ab. 1945 wechselte McColl zu den Glasgow Rangers, wo er 15 Jahre lang aktiv war. Insgesamt lief er in 526 Begegnungen für den Verein auf; in dieser Zeit gewann der Verteidiger, der in den 1950er Jahren auch Mannschaftskapitän war, mit dem Verein sechs Meisterschaften, fünf Pokalsiege und zwei Mal den Scottish League Cup. Zwischen 1950 und 1958 wurde er 14 Mal in der Nationalmannschaft eingesetzt.

## Karriere als Fußballtrainer
Nach dem Ende der Saison 1959/1960 beendete McColl seine Karriere als aktiver Spieler. Im Jahr darauf berief ihn der Verband zum Trainer der Nationalmannschaft. Unter seiner Leitung gewann Schottland die British Home Championships 1962 und 1963. 1965 wurde er Trainer des FC Sunderland, wo er drei Jahre tätig war.